# Route nationale 51 (Luxemburg)
Die heutige N51 wurde ursprünglich als Teil der späteren Autoroute 1 konzipiert, dann aber nur als Zubringer zur A1 schnellstraßenähnlich gebaut.
Mit zunehmender Bebauung des Stadtteils Kirchberg und dem Umbau der Avenue John F. Kennedy in einen urbanen Boulevard veränderte sich dann das Straßenbild nachhaltig.

## Verlauf
Sie verläuft in ihrer gesamten Länge vollständig auf dem Territorium der Stadt Luxemburg und  beginnt im Stadtteil Belair an der Kreuzung N  / N , durchquert als Boulevard Grande-Duchesse Charlotte, passiert dann den vielbefahrenen Sternenplatz weiter in Richtung Glacisfeld.
Hinter dem Glacisfeld kann entweder in den Kreisverkehr Robert Schuman eingefahren (Möglichkeit zum Richtungswechsel nach Limpertsberg oder in die Oberstadt); alternativ kann dieser durch zwei Tunnelfahrbahnen unterquert werden.
Kurz hinter dem Stadttheater überquert die N51 über die Großherzogin-Charlotte-Brücke (Route Brèck) das Tal der Alzette.
Auf dem Kirchberg-Plateau durchquert die N51 weiter als Avenue John F. Kennedy zuerst das Europaviertel und verläuft weiter am Sportzentrum d’Coque vorbei.
Im Folgenden passiert sie den Universitätscampus und geht dann vorbei am Stadtteil Neudorf-Weimershof in das wieder zum Kirchberg gehörige Viertel Grünewald über.
Kurz hinter dem Kreisverkehr Serra endet die N51 als Zubringer zur Autobahnausfahrt Kirchberg (8), mit der sich die luxemburgische in Fahrtrichtung Hamm/Sandweiler bzw. Senningerberg/Findel erreichen lässt.

## Ausbauzustand
Über die gesamte Länge ist die N51 als städtischer Boulevard mit mindestens vier Fahrspuren, teilweise aber auch mit sechs bis acht ausgebaut und damit eine der wichtigsten innerstädtischen Verkehrsadern im Nordosten der luxemburgischen Hauptstadt.
Vom Sternenplatz bis zum Kreisverkehr Serra verläuft direkt neben der N51 die Stater Tram; im Bereich Kirchberg sind zusätzlich je Fahrtrichtung separate Busspuren sowie separate Parkspuren für parkwillige KFZ eingerichtet.

## Besonderheit
Eine Besonderheit ist, dass im Bereich des Stadtteils Kirchberg fast alle auf/von der N51 mündenden/abzweigende Straßen nicht von der Stadt Luxemburg oder der Administration des Points et Chaussées unterhalten, betrieben und geplant werden, sondern stattdessen Eigentum des Fonds zur Urbanisierung und Entwicklung des Kirchberg-Plateaus (FUAK) sind.